# Humlikon

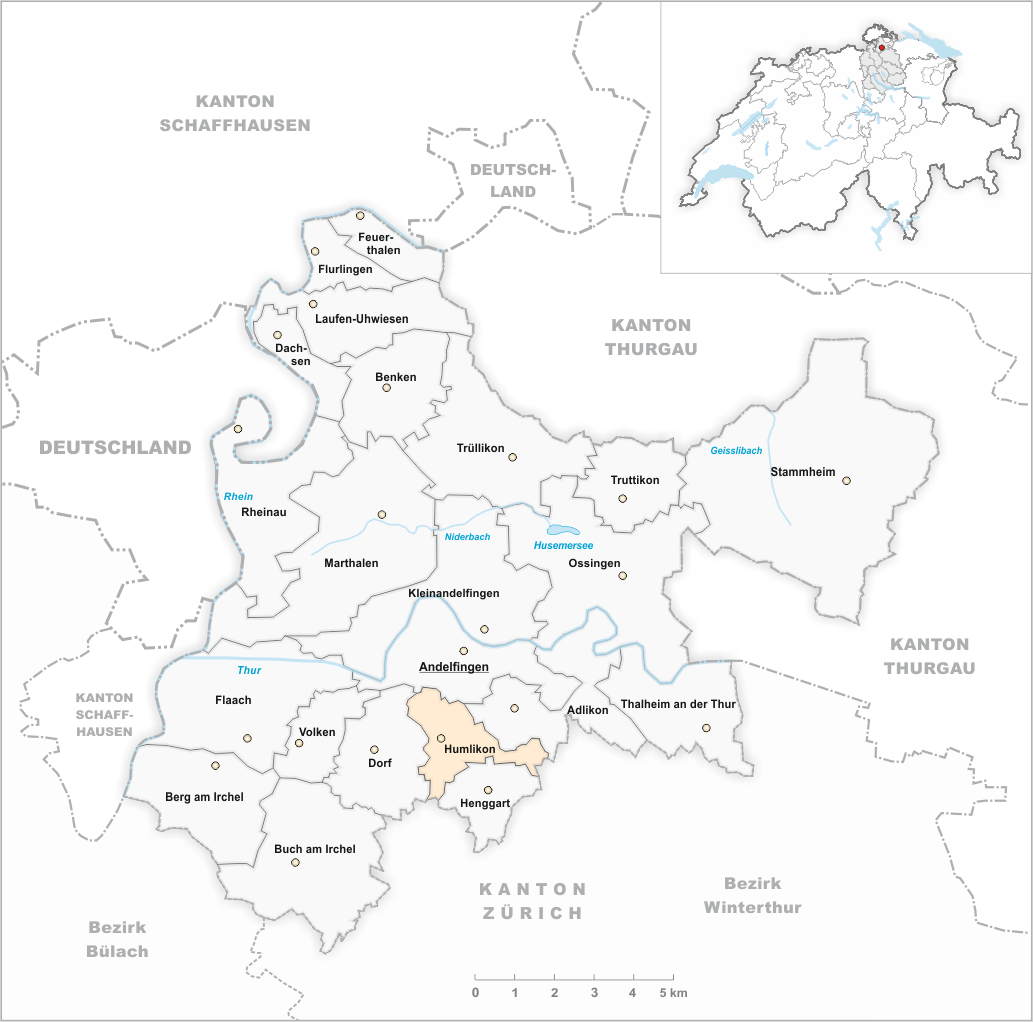
Gemeindestand vor der Fusion am 1. Januar 2023

Humlikon (schweizerdeutsch Huemlike [ˈhʊəmlɪkχə]) ist ein Dorf in der Gemeinde Andelfingen im Norden des Kantons Zürich. Bis zum 31. Dezember 2022 bildete Humlikon eine eigene politische Gemeinde.

## Wappen
Blasonierung:
In Blau ein halbes silbernes, rotgezungtes Einhorn
Das Wappen stammt von der Familie der Freiherren von Humlikon. Im 19. Jahrhundert wurden im Gemeindewappen die heraldischen Symbole für Ackerbau (Pflugschar) und Weinbau (Rebmesser) verwendet. Als es darum ging, ein offizielles Wappen festzulegen, wurde der Gemeinde empfohlen, das historische Wappen der Familie von Humlikon wieder einzuführen, was 1930 von den Stimmbürgern gutgeheissen wurde.

## Geographie
Humlikon liegt im Zürcher Weinland zwischen Schaffhausen und Winterthur. Von der einstigen Gemeindefläche dienten 62,0 % der Landwirtschaft, 28,0 % waren mit Wald bedeckt, 5,7 % waren Siedlungs-, 4,1 % Verkehrs- und 0,3 % unproduktive Fläche, Gewässerfläche gab es keine (Stand 2018).

## Bevölkerung
| Jahr      | 1467   | 1634 | 1850 | 1900 | 1950 | 2000 | 2005 | 2010 | 2015 | 2020 | 2022 |
| --------- | ------ | ---- | ---- | ---- | ---- | ---- | ---- | ---- | ---- | ---- | ---- |
| Einwohner | ca. 60 | 178  | 346  | 263  | 213  | 419  | 427  | 456  | 504  | 484  | 494  |

## Politik
Letzter Gemeindepräsident war Marcel Meisterhans (parteilos, bis Ende 2022).
Bei der Nationalratswahl 2019 erreichten die Parteien folgende Wähleranteile: SVP 48,39 %, FDP 15,95 %, glp 10,03 %, SP 6,61 %, Grüne 4,65 %, CVP 4,49 %, EDU 4,26 %, EVP 4,03 % und andere (9) 1,61 %.

## Geschichte
Am 12. Juli 1228 beurkundete der Mönch Konrad von Humlicon einen Verkauf, es ist dies die erste urkundliche Erwähnung der Gemeinde.
1872 wurde die bestehende Zivilgemeinde in den Stand einer politischen Gemeinde erhoben. 2023 schloss sie sich der benachbarten Gemeinde Andelfingen an.

## Flugzeugabsturz von Dürrenäsch
Beim Absturz eines Flugzeugs vom Typ Caravelle der Swissair am 4. September 1963 in Dürrenäsch im Kanton Aargau verloren 74 Passagiere ihr Leben; 43 Personen stammten aus Humlikon, rund ein Fünftel der damaligen Einwohner. Es waren 19 Ehepaare und 5 Einzelpersonen, darunter sämtliche Mitglieder des Gemeinderates. Mit der Caravelle hätten sie nach Genf reisen wollen, um sich dort über Schädlingsbekämpfung informieren zu lassen. Mehr als 40 Kinder wurden zu Waisen. Die Führung der Gemeinde wurde kommissarisch durch den Kanton übernommen.

## Sehenswürdigkeiten

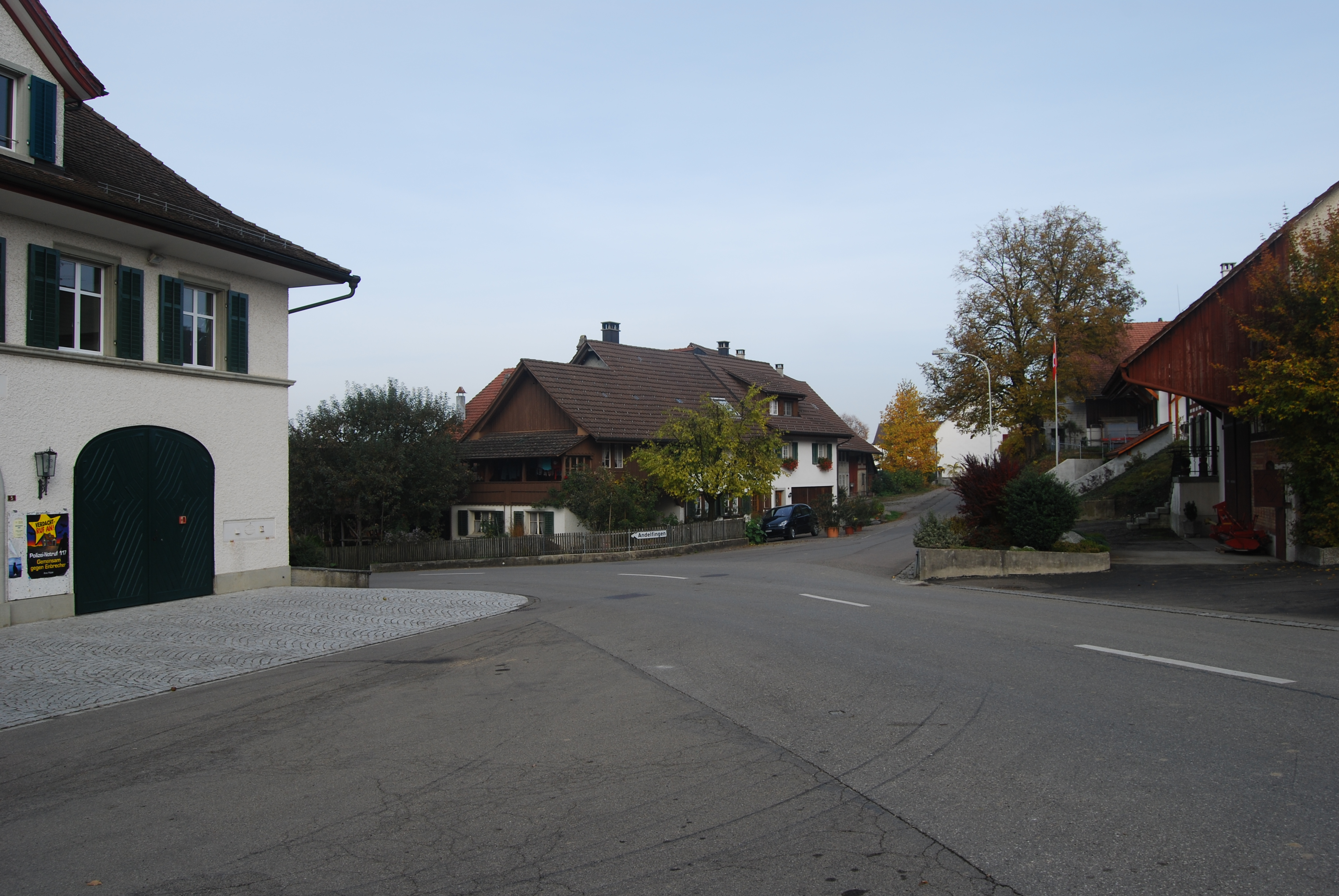
Dorfzentrum
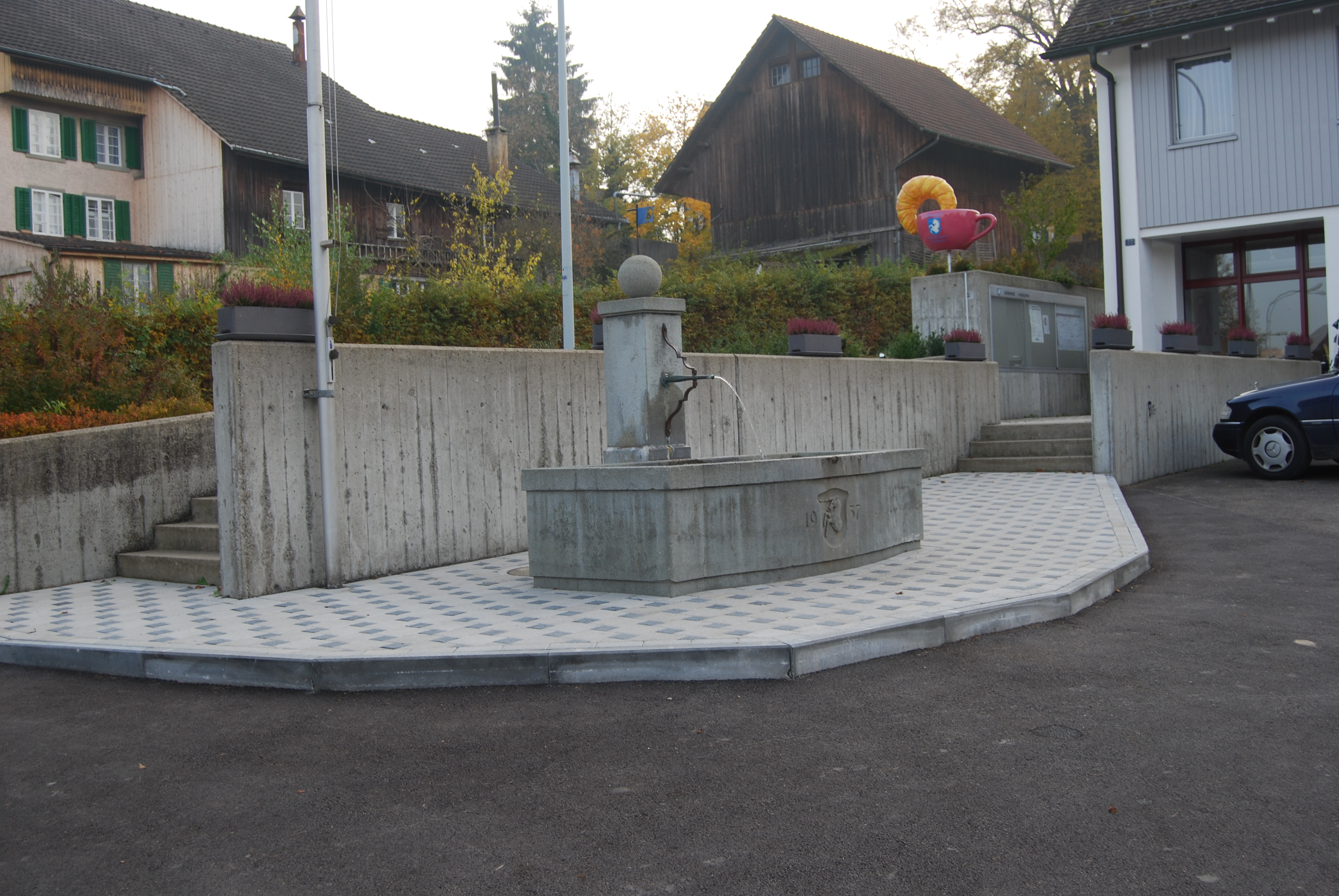
Dorfbrunnen
Luftbild von Werner Friedli (1953)